# إديث جونز وودورد
إديث جونز وودورد (بالإنجليزية: Edith Jones Woodward)‏ هي عالمة فلك أمريكية، ولدت في 15 أغسطس 1914، وتوفيت في 21 يناير 2002.